# Urfaust
Urfaust — метал-группа из Нидерландов, исполняющая музыку в стилях эмбиент и блэк-метал, образованная в 2003 году. Первоначально — эмбиент-проект участника Vloekwaard (IX / Willem).
Urfaust (Пра-Фауст) — неоконченное прозаическое сочинение И. В. Гёте «Фауст», на основе которого позже была создана его знаменитая трагедия «Фауст».
Отличительной чертой коллектива является вокал. Стандартные партии блэк-металического скриминга и шрайка совмещаются с чистым вокалом.

## Состав
- IX — гитара, вокал (2003 — наст. время)
- VRDRBR — ударные (2003 — наст. время)

### Бывшие участники
- Dolen — оркестровки (2004)

## Дискография
Студийные альбомы
- 2004 — Geist ist Teufel
- 2005 — Verräterischer, Nichtswürdiger Geist
- 2010 — Der freiwillige Bettler
- 2016 — Empty Space Meditation
- 2018 — The Constellatory Practice
- 2020 — Teufelsgeist
- 2023 — Untergang

Мини-альбомы
- 2008 — Drei Rituale Jenseits Des Kosmos
- 2009 — Einsiedler
- 2015 — Apparitions
- 2022 — Hoof Tar

Сплиты
- 2006 — Auerauege Raa Verduistering
- 2007 — Urfaust / The Ruins of Beverast
- 2009 — Urfaust / Joyless
- 2011 — Celestial Bloodshed / Urfaust
- 2013 — Urfaust / King Dude
- 2015 — Het aalschuim der natie
- 2016 — Ghoulfaust
- 2017 — Wederganger / Urfaust
- 2018 — Lo-Fi LowLive: Live in the Netherlands
- 2019 — Bradobroeders

Сборники
- 2012 — Ritual Music for the True Clochard
- 2021 — Compilation of Intoxications

Концертные альбомы
- 2013 — Trúbadóirí Ólta an Diabhail
- 2017 — Acherontic Rite
- 2018 — Live at Acherontic Arts 3

Демо
- 2004 — Urvaterlicher Sagen

Синглы
- 2013 — «Die erste Levitation»
- 2016 — «Voodoo Dust»